# Adriana Delpiano
Delpiano  Puelma est un nom espagnol. Le premier nom de famille, en général paternel, est Delpiano ; le second, en général maternel, souvent omis, est Puelma.
Carmen Adriana Delpiano Puelma (Santiago, 27 février 1947) est une femme politique chilienne. Elle a été intendante de la Région Métropolitaine de Santiago et ministre dans les gouvernements d'Eduardo Frei Ruiz-Tagle, Ricardo Lagos et Michelle Bachelet Jeria.

## Biographie
Elle étudie à l'Université Catholique du Chili et obtient un master en sciences de l'éducation au Centre d'Études Avancées du Mexique.
Elle commence sa carrière professionnelle à la Corporation de la Réforme Agraire (CORA), où elle est en poste pendant trois ans.

## Carrière politique
Delpiano milite au sein du Mouvement d'action populaire unitaire et en 1973, elle s'exile au Mexique. Dans les années 1980, la dictature militaire l'autorise à retourner au Chili.
En 1987, insatisfaite de sa participation au sein du Parti socialiste, elle collabore à la création du Parti pour la Démocratie (PPD).
Après le triomphe du Non au référendum de 1988 et jusqu'à l'élection de Patricio Aylwin comme président en 1990, elle est cheffe du département de la formation de l'Institut d'Éducation et d'Action Sociale. En 1990, elle participe au Programme Interdisciplinaire de Recherche en Éducation.

### Ministre de Frei et de Lagos
En 1994, Delpiano est nommée ministre des Biens Nationaux, poste qu'elle occupe jusqu'en avril 1999 lorsqu'elle démissionne pour rejoindre l'équipe de campagne présidentielle de Ricardo Lagos, comme sous-directrice exécutive,.
Après la victoire de Lagos, elle est nommée ministre directrice du Service National de la Femme, où elle concentre son action sur les thèmes du divorce et de la violence familiale. Elle quitte le ministère en 2003 et devient ensuite sous-secrétaire de Développement Régional.

### Postes dans le secteur public et privé
En 2006, Delpiano est nommée, par la présidente Michelle Bachelet Jeria, directrice du département socio-culturel de la Présidence, poste qui remplace les fonctions occupées jusqu'alors par la première dame de la Nation, en présidant les fondations et corporations sociales qui dépendaient du cabinet de la dame du président,.
En janvier 2007, elle devient la nouvelle intendante de la Région Métropolitaine, en remplacement de Víctor Barrueto, un mois avant le début de la crise du Transantiago. En janvier 2008, elle est remplacée par Álvaro Erazo.
Trois mois après elle devient directrice exécutive du projet de transformation urbaine Ville Parc Bicentenaire de Cerrillos dans la capitale.
Entre mars 2010 et octobre 2014, elle est directrice exécutive de la fondation Éducation 2020, mouvement citoyen pour la qualité et l'égalité dans l'éducation chilienne.
Aux élections de 2013, elle se présente sans succès au Conseil Régional Métropolitain de Santiago.
Le 27 juin 2015, elle est nommée ministre de l'Éducation par la Présidente Bachelet, en remplacement de Nicolás Eyzaguirre, au milieu de la crise provoquée par le projet de réforme de l'enseignement initié par Bachelet, qui donne lieu à des grèves au sein de l'enseignement et des manifestations étudiantes.
Le 9 juillet 2018, elle devient vice-directrice de TVN après que le Sénat ait voté une proposition de loi pour désigner deux nouveaux membres du directoire.